# Samba para dos
Samba para dos è un album di Bob Brookmeyer e Lalo Schifrin del 1963, pubblicato dalla Verve Records.
Il disco fu registrato il 7 febbraio del 1963 a New York.

## Tracce
Lato A
1. Samba para dos – 10:00 (Lalo Schifrin)
2. What Kind of Fool Am I – 2:58 (Anthony Newley, Leslie Bricusse)
3. I Get a Kick Out of You – 4:37 (Cole Porter)

Lato B
1. Just One of Those Things – 3:25 (Cole Porter)
2. Time After Time – 3:28 (Jule Styne, Sammy Cahn)
3. It's Alright with Me – 2:30 (Cole Porter)
4. My Funny Valentine – 2:00 (Lorenz Hart, Richard Rodgers)
5. But Not for Me – 3:05 (George Gershwin, Ira Gershwin)

## Musicisti
- Bob Brookmeyer - trombone a pistoni
- Lalo Schifrin - pianoforte
- Frank Rehak - trombone
- Jerome Richardson - sassofono alto
- Phil Woods - sassofono alto
- Leo Wright - sassofono alto, flauto
- Al Cohn - sassofono tenore
- Zoot Sims - sassofono tenore
- Danny Bank - sassofono baritono
- Romeo Penque - reeds
- Jimmy Raney - chitarra
- Carmelita Koehler - violoncello
- Ben Tucker - contrabbasso
- Dave Bailey - batteria
- José Paulo - percussioni